# Джек Хорнер
Джон Роберт Хорнер (нар. 15 червня 1946 р.) — американський палеонтолог, найвідоміший тим, що відкрив і назвав маязавра, надавши перші чіткі докази того, що деякі динозаври піклувались про своїх дитинчат. Хорнер був технічним радником для всіх фільмів про Парк Юрського періоду, з'являвся у «Світі Юрського періоду» і був прототипом Доктора Алана Гранта, одного з головних персонажів франшизи. Хорнер навчався в Університеті Монтани, хоча і не закінчив бакалаврат через недіагностовану дислексію, і йому було присвоєно почесний ступінь доктора наук. 1 липня 2016 року він пішов на пенсію з Державного університету штату Монтана. Сам Джон стверджує, що його витіснили з Музею Скелястих гір після того, як він одружився зі студенткою. Зараз Джон викладає як президентський стипендіат в Чапманському університеті.

## Життя і кар'єра
Хорнер народився і виріс поблизу Шелбі, штат Монтана. Він знайшов свою першу кістку динозавра у вісім років. Джек навчався в Університеті Монтани за спеціальністю геологія та зоологія. Два роки він служив в розвідувальному підрозділі в Корпусі морської піхоти США у В'єтнамі під час війни у В'єтнамі. Горнер не закінчив ступінь бакалавра через важку дислексію. Тим не менш, він написав дипломну роботу, досліджуючи фауну одного з найвідоміших лагерштеттенів Міссісіпі Bear Gulch Limestone, де винятково збережені викопні пам'ятки. Університет Монтани присудив йому почесне звання доктора наук у 1986 році. Також у 1986 році він був нагороджений престижною стипендією Мак-Артура. У 1993 році він отримав нагороду Американської академії досягнень «Золота тарілка».

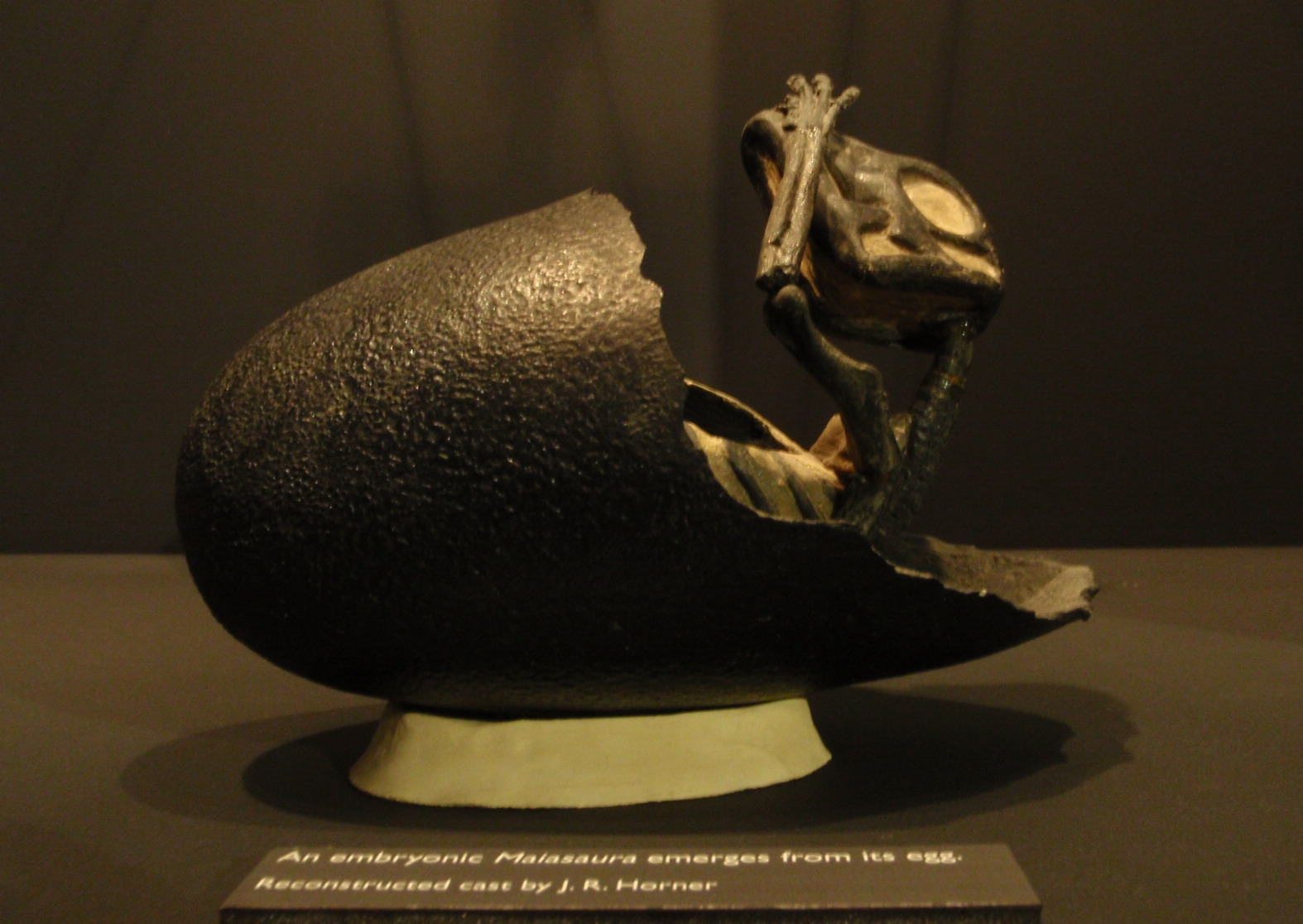
Реконструйований відлив (створений Горнером) майазавра, який вилуплюється з яйця

У Монтані в середині 70-х років Хорнер та його партнер по дослідженню Боб Макела відкрили місце гніздування нового роду динозаврів, якого вони назвали маязавр, або «Ящірка сумлінна мати». Маріон Брандвольд знайшов кістки динозавра-дитинчати, а Хорнер їх вивчав. Спочатку він відмовився повернути кістки Брандвольду. Ця знахідка була унікальною, адже в ній були й перші яйця динозаврів у Західній півкулі, і перші ембріони динозаврів. Завдяки цим останкам вирішилось питання про те, чи були деякі динозаври соціальними тваринами, чи будували вони гнізда та, чи доглядали за своєю малечею. Це відкриття стало вирішальним у становленні кар'єри Хорнера. Він назвав кілька інших видів динозаврів (в тому числі Orodromeus makelai, на честь свого покійного друга Боба Макели). Три види динозаврів названі на честь Хорнера: Achelousaurus horneri, Anasazisaurus horneri та дасплетозавр horneri.
У палеонтологічній спільноті Хорнер відомий своїми дослідженнями росту динозаврів. Він опублікував багато статей разом з берклійським палеонтологом Кевіном Падіаном та французьким гістологом динозаврів Арманом де Ріклесом. Ріст динозаврів вони вивчали за допомогою кісток ніг динозаврів різного віку, від ембріонів до дорослих особин. Хорнер також відновив дискусію про суперечну теорію, що тиранозавр рекс був облігативним некрофагом, а не вбивцею-хижаком. Хоча ця теорія широко обговорювалася в популярній пресі, вона ніколи не була основним напрямком досліджень для Хорнера. Він стверджував, що ніколи не публікував гіпотезу про Тиранозавра-некрофага в серйозній науковій літературі. Натомість він заявляв, що використовував цю теорію як приклад, щоб навчити людей, що цікавляться динозаврами (особливо дітей) небезпеки робити припущення в науці (наприклад, припускати, що Тиранозавр Рекс був мисливцем) без підтвердження доказами. У 2000 році групи геологів під керівництвом Хорнера виявили п'ять екземплярів Тиранозавра; наступного літа вони знайшли ще три, в тому числі зразок більший за «Сью». Новий скелет важив 10–13 тонн і був на 10 % більший за розмірами. Внаслідок продовження польових робіт, Музей Скелястих гір зараз демонструє найбільшу у світі колекцію Тиранозаврів. В цей час Хорнер працює над біологією розвитку динозаврів.
Хорнер опублікував понад 100 статей, вісім книг, включаючи «Динозаври під великим небом» ; дитяча книга, «Мая: Динозавр росте»; науково-популярна книга про динозаврів із Монтани, «Динозавр живе»;. Він також був одним з відкривачів м'яких тканин у викопній речовині Тиранозавра Рекс у 2005 р. Хорнер був куратором палеонтології в Музеї Скелястих гір, регентом-професором палеонтології, куратором Національного природознавчого музею та викладав у Державному університеті Монтани в Боземані, штат Монтана. Хорнер був науковим керівником багатьох вчених, які згодом стали провідними експертами з палеонтології: Мері Хігбі Швейцер, Грег Еріксон, Крісті Каррі-Роджерс та Девід Дж. Варіккіо. У 2006 році Хорнер був нагороджений почесним званням доктора наук Пенсільванського державного університету як знак визнання його праці.
У 2003 році Горнер виявив скам'янілу кістку ноги тиранозавра, з якої палеонтолог Мері Хігбі Швейцер змогла отримати білки у 2007 році.
У 2009 році видання National Geographic випустило документальний фільм під назвою «Розшифровані динозаври», де обговорюється дослідження Хорнера щодо малечі динозаврів. Хорнер припускає, що динозаври-діти на вигляд суттєво відрізнялися від дорослих, тому їх іноді помилково класифікують як окремі види. Його програма вивчає конкретні зміни, які відбулися у процесі дорослішання динозаврів, намагаючись пояснити біологічну доцільність цих змін. Завдяки таким дослідженням Хорнера декілька «підвидів» трицератопсів, пахіцефалозаврів та тиранозаврів було усунено. Хорнер вважає, що продовжувати таких досліджень може скоротити кількість видів динозаврів на третину.
15 січня 2012 року 65-річний Хорнер одружився з Ванессою Вівер, 19-річною студенткою палеонтології державного університету штату Монтана і волонтером у своїй лабораторії в Лас-Вегасі. Пара розлучилася в серпні 2016 року, але залишилася друзями.
2 листопада 2013 року Хорнеру було присуджено премію Ромера-Сімпсона — найвищу нагороду від Товариства палеонтології хребетних.
1 липня 2016 року Хорнера звільнили з Державного університету штату Монтана. Згодом, Фонд Макміллана нагородив Хорнера за його роботу, виділивши 3 мільйони доларів для куратора кафедри палеонтології Джона Р. Хорнера для Музею Скелястих гір Державного університету Монтани. Ці гроші використовують для фінансування наступників палеонтологічної праці Хорнера.

## Проєкт відбудови динозаврів

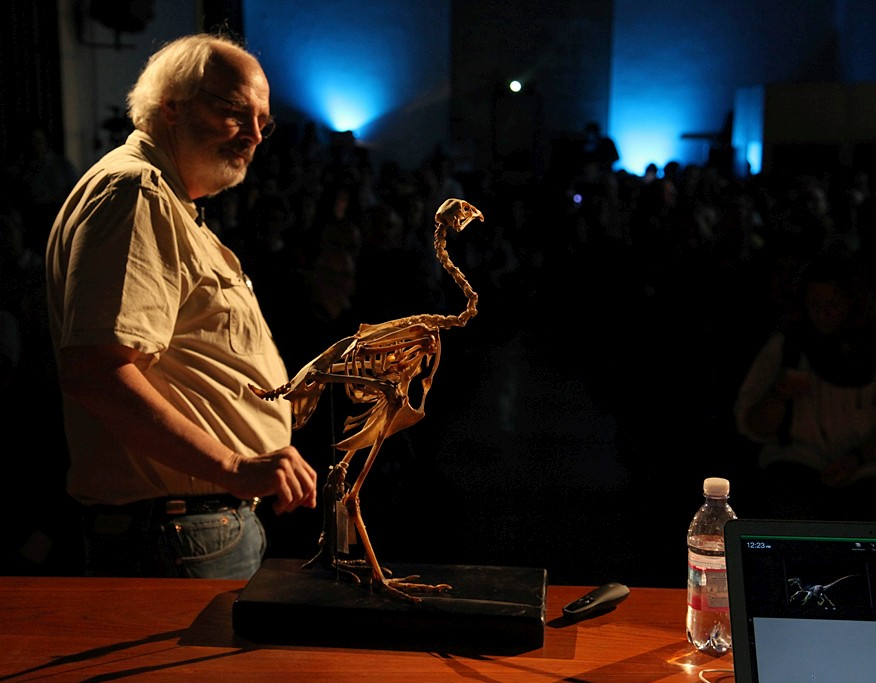
Хорнер з пташиним скелетом на події в Музеї Громадянського мистецтва в Мілані.

У книзі «Як побудувати динозавра: вимирання не повинно бути назавжди» (2009) Хорнер описує свій план відтворення динозавра шляхом генетичного «підштовхування» ДНК курки. Ця ідея з'явилася у Хорнера завдяки ранньому сценарію фільму «Світ Юрського періоду». Він планував написати книгу ще в червні 2005 року; спочатку її планувалося видати одночасно зі «Світом Юрського періоду» як наукову книгу-компаньйон.
З 2011 року, Хорнер разом із командою генетиків займається розробкою тварини «куро-динозавра». До листопада 2014 року в лабораторії Горнера провели одні з перших досліджень ембріонального розвитку хвостів. Такі дослідження допомагають знаходити нові методи лікування людей, які страждають від розладів хребта. Дослідження мезенхімних тканин курячих ембріонів, які спрямовують ріст зубів, також можуть допомогти в лікуванні саркоми людини. Джордж Лукас фінансував більшість витрат проєкту. Хорнер сподівався дійти до живого динозавра за менш ніж 10 років.
У 2015 році незалежна група вчених повідомила, що вони знайшли спосіб перетворити дзьоби курячих ембріонів у динозавроподібні морди шляхом зворотної генної інженерії а генетики Університету Чилі створили ембріони з динозавроподібною анатомією ноги та стопи, включаючи повний розмір малогомілкової кістки, яка простягається аж до щиколотки.